# Evarcha bulbosa
Evarcha bulbosa là một loài nhện trong họ Salticidae.
Loài này thuộc chi Evarcha. Evarcha bulbosa được Marek Żabka miêu tả năm 1985.